# نساء صغيرات (مسلسل كوري جنوبي)
نساء صغيرات (بالكورية: 작은 아씨들)‏ هو مسلسل تلفزيوني كوري جنوبي من بطولة كيم غو أون، نام جي هيون وبارك جي-هوو، "يصور المسلسل قصة ثلاث شقيقات يواجهن عائلة قوية. عرض المسلسل على قناة تي في إن من 3 سبتمبر الى 8 اكتوبر 2022. تم بثه يومي السبت والأحد الساعة 21:10 (KST). وهو متاحً أيضًا على نتفليكس في مناطق مختارة.

## القصة
قصة ثلاث أخوات من خلفية فقيرة وكفاحهن ضد أحد أغنى العائلات وأكثرها نفوذاً في كوريا.

## طاقم

### الاخوات
- كيم غو أون بدور أوه إن جو.[12]

الأخت الكبرى تريد حماية أسرتها بالمال.
- نام جي هيون بدور أوه إن كيونغ.[13]

الأخت الوسطى، مراسلة إخبارية، لا تنحني للمال وتهدف إلى فعل الأشياء الصحيحة.
- بارك جي هو في دور أوه إن هي.[14]

هي الشقيقة الصغرى، وهي في مدرسة ثانوية فنية مرموقة بسبب مهاراتها الطبيعية في الرسم.

### دور داعم

#### عائلة الاخوات
- كيم مي سوك في دور أوه هاي سوك[15]

عمة الاخوات الثلاث
- بارك جي يونغ في دور آهن هي يون[16]

ولادة الاخوات الثلاث.

#### عائلة وون
- أوم جي وون بدور وون سانغ آه[17]

ابنة الجنرال وزوجة السياسي ومديرة متحف فني، تبدأ علاقتهم بالأخوات الثلاث عندما تنخرط ابنتها هيورين مع أوه إن هاي.
- أم كي جون بدور في دور بارك جاي سانغ[18]

سياسي مبتدئ ومتورط مع الاخت الثالثة
- جيون تشاي أون في دور بارك هيو رين[19]

ابنة بارك جاي سانغ و وون سانغ آه.
- لي دو ايوب في دور وون كي سون[20]

قائد الأمن في الثمانينيات ووالد سانغ آه.
- لي مين-وو في دور وون سانغ وو[21]

نجل وون كي سون والأخ الأكبر لي سانغ آه. كان ابنًا لا يهتم له والده.

#### مجموعة ونريونج
- وي ها جون في دور تشوي دو إيل[22]

مخرج من جامعة مرموقة، ومنخرط مع ان جو. إنه شخصية غامضة ولاءه الحقيقي غير واضح، على الرغم من أنه يحمي ان جو.
- بارك بو كيونغ في دور غو سو ايم[23]

مساعد بارك جاي سانغ الأيمن.
- جانغ جوانغ في دور جانغ سا بيونغ[24]

مدير مدرسة وونريونج.

#### اوركيد اي سي
- تشو جا هيون في دور جين هوا يونغ[25]

صديقة ان جو السري.
- أوه جونغ سي في دور المدير شين / شين هيون مين[26]

مدير مشتبه في علاقته بهوا يونغ.
- تشو يون جين  في دور هوانغ بو يون

### أخرون
- غونغ مين جيونغ في دور تشوي ما ري.[27]

مراسلة وكالة أنباء YBC.
- كانغ هوون في دور ها جونغ هو[19]

صديق طفولة أوه إن كيونغ والداعم القوي.

### ظهور خاص
- سونغ جونغ كي[28]

## المشاهدات
| الموسم | الموسم | رقم الحلقة | رقم الحلقة | رقم الحلقة | رقم الحلقة | رقم الحلقة | رقم الحلقة | رقم الحلقة | رقم الحلقة | رقم الحلقة | رقم الحلقة | رقم الحلقة | رقم الحلقة | المتوسط |
| الموسم | الموسم | 1          | 2          | 3          | 4          | 5          | 6          | 7          | 8          | 9          | 10         | 11         | 12         | المتوسط |
| ------ | ------ | ---------- | ---------- | ---------- | ---------- | ---------- | ---------- | ---------- | ---------- | ---------- | ---------- | ---------- | ---------- | ------- |
|        | 1      | 1.402      | 1.697      | 1.315      | 1.696      | 1.666      | 2.040      | 1.449      | 2.050      | 1.685      | 2.230      | 1.767      | 2.618      | 1.801   |

وفقا لنيلسن كوريا، قد حققت الحلقة الاخيرة من المسلسل متوسط تقييم 11.105% بحوالي اكثر من 2.6 مليون مشاهدة، لتصبح ضمن أنجح الاعمال الدرامية لهاذا العام في كوريا.
| الحلقات | تاريخ البث     | تقييمات "نيلسن كوريا" | تقييمات "نيلسن كوريا" |
| الحلقات | تاريخ البث     | على الصعيد الوطني     | منطقة العاصمة         |
| ------- | -------------- | --------------------- | --------------------- |
| 1       | 3 سبتمبر 2022  | 6.395%                | 6.931%                |
| 2       | 4 سبتمبر 2022  | 7.747%                | 8.519%                |
| 3       | 10 سبتمبر 2022 | 5.587%                | 6.110%                |
| 4       | 11 سبتمبر 2022 | 7.256%                | 8.315%                |
| 5       | 17 سبتمبر 2022 | 7.038%                | 8.072%                |
| 6       | 18 سبتمبر 2022 | 8.338%                | 8.898%                |
| 7       | 24 سبتمبر 2022 | 6.014%                | 7.033%                |
| 8       | 25 سبتمبر 2022 | 8.676%                | 9.710%                |
| 9       | 1 أكتوبر 2022  | 7.346%                | 8.935%                |
| 10      | 2 أكتوبر 2022  | 9.701%                | 11.278%               |
| 11      | 8 اكتوبر 2022  | 7.707                 | 8.931                 |
| 12      | 9 اكتوبر 2022  | 11.105                | 11.968                |
| المعدل  | المعدل         | 7.743%                | 8.725%                |

## الإنتاج

### صناعة
في 23 ديسمبر، تم التأكيد على أن مسلسل تي في إن الذي يحمل عنوان «نساء صغيرات» من إخراج كيم هي وون التي أخرجت مسلسلات مثل زهرة المال، اغراء فاتن، المهرج المتوج، فينتشنزو، ومن كتابة جيونغ سيو كيونغ التي كتبت مسلسل «الام» وإنتاجه بواسطة إستوديو دراغون مع تأكيد انضمام كل من كيم غو أون ونام جي هيون وبارك جي هو لدور البطولة.

### طاقم
في 24 سبتمبر 2021، عُرض على كيم جو اون ونام جي هيون دور شقيقتين في المسلسل، كلاهما كانا يراجعان العرض بشكل إيجابي. في 19 أكتوبر، صرحت وكالة إم إس تيم إنترتينمنت أن الممثل وي ها جون قد عُرض عليه الانضمام في المسلسل.

### الإصدار
في 27 يوليو 2022 ، كشفت قناة تي في ان عن ملصق المسلسل بجانب الإعلان عن تاريخ العرض.
في 2 من أغسطس 2022 ، أصدرت قناة تي في ان ملصق المسلسل الرئيسي مع الإعلان عن تاريخ العرض الاول، ومن المقرر عرض المسلسل في 3 سبتمبر 2022 كمتابعة لمسلسل خيمياء الأرواح.
في 3 من أغسطس 2022 ،  أصدرت قناة تي في ان أول عرض تشويقي للمسلسل.

### جدال
في 5 سبتمبر 2022 ، أصدر فريق الإنتاج اعتذارًا عن تشابه الملصق مع علامة تجارية يابانية للتجميل.

## المنع في فيتنام
في 3 أكتوبر 2022 ، طلبت هيئة الإذاعة والتلفزيون والمعلومات الإلكترونية في فيتنام إزالة "نساء صغيرات" من النسخة الفيتنامية على نتفليكس مدعية عن وجود تزوير تاريخي لحرب فيتنام. وفقًا لمدير الهيئة "لو كوانغ تو دو، فإن المسلسل انتهك قوانين الإعلام والسينما الفيتنامية بسبب تصريحات الممثلين الغير دقيقة حول حرب فيتنام في الحلقتين 3 و 8 ، والتي شوهت التاريخ الفيتنامي من خلال تمجيد مشاركة كوريا الجنوبية في حرب فيتنام. بما في ذلك جرائم الحرب التي ارتكبها جنود كوريا الجنوبية.
في 7 أكتوبر 2022 ، أصدر  طاقم الدراما اعتذاراً رسمياً.

## روابط خارجية
- الموقع الرسمي
- نساء صغيرات على موقع IMDb (الإنجليزية)
- نساء صغيرات على موقع نتفليكس (الإنجليزية)
- نساء صغيرات على موقع فيلمافينيتي (الإسبانية)
- نساء صغيرات على موقع كينوبويسك (الروسية)
- نساء صغيرات على موقع قاعدة بيانات الفيلم (الإنجليزية)
- نساء صغيرات على هانسينما